# France (Schiff, 1890)
Der französische stählerne Glattdecker France war die erste Bark der Welt mit fünf Masten. Sie war der erste von zwei Großseglern dieses Namens und wird daher auch als France I bezeichnet.

## Geschichte

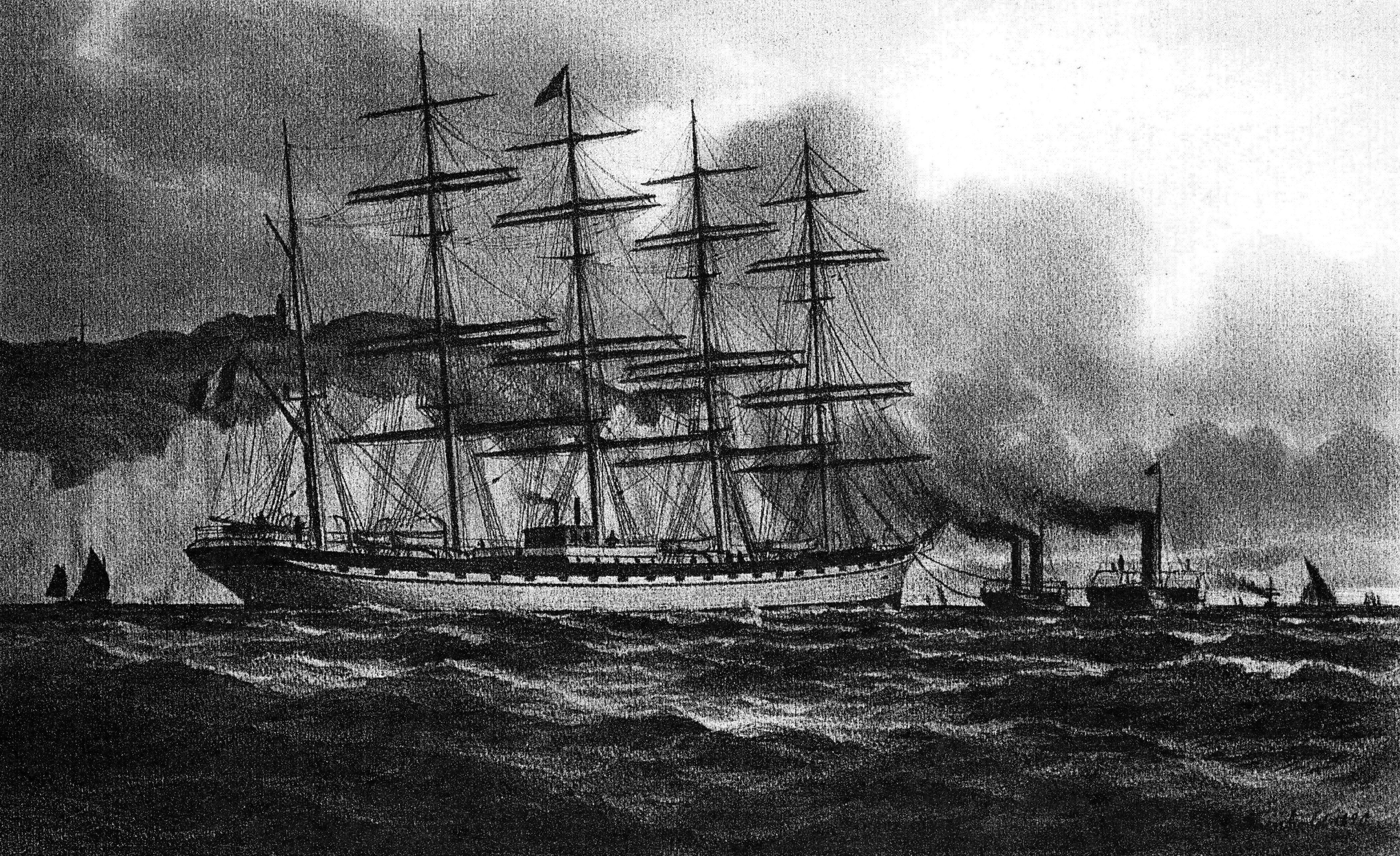
Die France auf einem Gemälde von Lüder Arenhold 1891

Die France wurde 1890 von D. & W. Henderson & Son in Partick bei Glasgow, Schottland, für die französische Segelgroßreederei Antoine-Dominique Bordes & Fils (auch Ant.-Dom. Bordes & Fils), Dünkirchen, gebaut, um im Handel mit Kohle und Salpeter zwischen Europa, Brasilien und Chile eingesetzt zu werden. Bis zum Bau der Potosi war sie das größte Segelschiff der Welt. Nach dem Stapellauf am 2. September 1890 führte sie ihre Jungfernreise im November 1890 unter ihrem Kapitän Eugène Voisin über Barry (Wales) und Rio de Janeiro nach Valparaíso. Während dieser Zeit hatte sie bis zu 5.900 tn.l. Kohle an Bord. Im Salpeterhafen Iquique gelang es der Mannschaft, unter Zuhilfenahme der vier Dampfladekräne in elf Tagen 5.000 Tonnen Kohle zu entladen und 5.500 Tonnen Salpeter zu laden und damit einen Weltrekord aufzustellen.

### Erster größerer Schiffsunfall
Am 25. Januar 1897 ankerte die France beladen mit 6000 Tonnen Salpeter nach einer 79-Tage-Reise von Iquique kommend vor Dungeness (England) auf Reede. Anstelle des üblichen einfachen Ankerlichtes am Bug setzte sie ein weiteres am Heck des Schiffes. In der Nacht wurde sie mittschiffs von der Blenheim gerammt, da deren Kapitän die France nachts für zwei Schiffe oder Fischerboote hielt, zwischen denen er durchfahren wollte. Er konnte zwar im letzten Moment noch ein Wendemanöver einleiten, streifte aber die Steuerbordwand des Seglers hart. Das nicht normgerechte Heckankerlicht betrachteten Lord Esher und die britische Admiralität in der Verhandlung vor dem britischen Seeamt als „Fehlerquelle, die einen Unfall verursachen oder dazu beitragen kann“. Die Reederei Ant.-Dom. Bordes & Fils akzeptierte diese Entscheidung nie, musste sich ihr aber beugen. Nach Ansicht mancher Seeleute war die France nach der Reparatur nicht mehr so wie vor dem Unfall. Dennoch machte sie ihre beste Fahrt bei der nächsten Ausreise 1898 nach Chile von Prawle Point, Süd-Devon (England) nach Valparaíso in 63 Tagen. Es folgten drei weitere Reisen nach Südamerika (Valparaíso, Iquique) und zurück nach Europa in weniger als 80 Tagen je Fahrt.

### Untergang
Am 10. Mai 1901 befand sich die France unter der Führung von Kapitän Forgeard auf der Reise von England nach Valparaíso. Vor der brasilianischen Küste kam sie in einen heftigen Pampero. Auf der ungefähren Position von 34° S, 48° W verrutschte die Kohleladung, die trotz größter Anstrengung nicht mehr getrimmt werden konnte. Der Umstand, dass die France ein sehr rankes Schiff war, also eine Neigung zur Krängung mit verzögerter Wiederaufrichttendenz hatte, führte schließlich dazu, dass sie kenterte. Die gesamte Mannschaft der France konnte von der deutschen Viermastbark Hebe II (QGKT),     (unter Kapitän H. Korff) der Hamburger Reederei B. Wencke Söhne abgeborgen werden, die den Fünfmaster mit schwerer Schlagseite vor der brasilianischen Küste in der hochlaufenden See treibend vorfand. Nach der glücklichen Rettung wurde die große Bark noch von der Bark Josepha als unbemanntes „Geisterschiff“ mit den untersten Rahnocken bereits tief im Wasser gesichtet, bevor sie für immer verschwand.

## Technische Beschreibung
Der stählerne, mit 3.784 BRT vermessene Rumpf war wie alle Schiffe der Reederei in dezentem „Französisch-Grau“ gestrichen. Das Portenband war in weiß mit schwarzen Scheinstückpforten gehalten, die Rahnocken, die Eselshäupter und das Spiegelheck waren ebenfalls weiß. Bei ihrer Galionsfigur handelte es sich um die Marianne als Allegorie auf Frankreich.
Das Schiff war in ein Hauptdeck aus Stahl und Holz und zwei stählerne Unterdecks unterteilt, partielle Decks aus Stahl und Holz dienten als Back und Poop. Ihre vier Rettungsboote führte die France auf dem Hauptdeck. Besonders auffällig zu dieser Zeit waren die auf Deck aufgebrachten Dampfwinden, die bei Be- sowie Entladung und bei Segelmanövern die Arbeit erleichterten. Flutbare Doppelbodentanks erhöhten die Sicherheit des Seglers, indem mit ihnen die Schiffsstabilität reguliert werden konnte.
Die fünf Masten der France waren aus Stahl gefertigt, ihre Rahen aus Eisen. Sie führte ein Standardrigg mit doppelten Mars- und Bramsegeln sowie Royalsegeln. Das damals noch übliche Hanftauwerk im stehenden und laufenden Gut war überwiegend durch Stahlketten und -seile ersetzt.

## Sonstiges
Die oft genannte Ladekapazität von 6.200 Tonnen wurde nie vollständig ausgeschöpft.